# Lonmin
Lonmin plc  (ex Lonrho plc) est une entreprise minière britannique cotée à la Bourse de Londres faisant partie de l'indice FTSE 250.

## Historique
En décembre 2017, Sibanye-Stillwater annonce l'acquisition de Lonmin, 3e plus grand producteur de platine, basée à Londres pour 285 millions de livres, après que ce dernier a vu sa valeur très fortement chuter ces dernières années, depuis la Grève des mineurs à Marikana et la chute du cours du platine.